# Вілледж войс

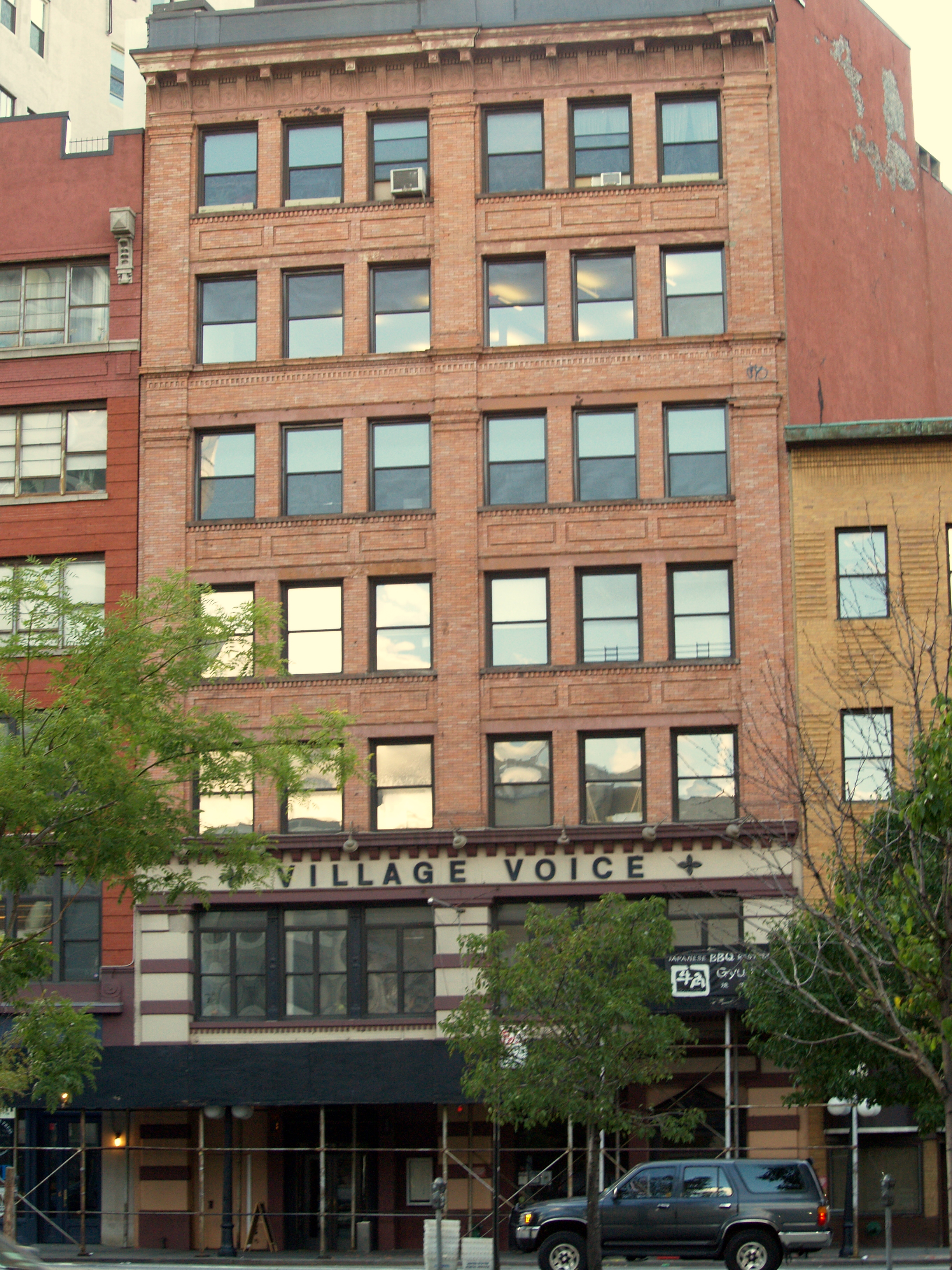
Офіс газети на Лафайет-стріт

«The Village Voice» («голос Гринвіч-Віллидж») — нью-йоркський тижневик, що висвітлює переважно події культурного життя найбільшого міста США.
Заснований у 1955 році за участю Нормана Мейлера у приватній квартирі на Гринвіч-Віллидж. З 1956 року вручає премію «Обі» тим театральним постановкам, які залишаються поза полем зору премії «Тоні». У різний час у газеті друкувалися такі великі літератори, як Езра Паунд, Е. Е. Каммінгс, Аллен Гінзберг, Том Стоппард. Журналісти видання тричі нагороджувалися Пуліцерівською премією.
Кінооглядач Village Voice довгий час виступали «хрещений батько американського кіноавангарда» Йонас Мекас та Ендрю Сарріс — один з найвпливовіших кінокритиків післявоєнного часу. На цей час про кіно пишуть Джим Гоберман та Майкл Еткінсон.
31 серпня 2018 року стало відомо про звільнення колективу журналу та припинення виробництва журналу. Це зберігалось у формі архіву. Два тижні потому (а саме - 13 вересня) стало відомо, що співзасновник таблоїда Джон Вілклок помер у віці 91 року, в Каліфорнії, після проведеної операції.